# David S. Ward
David Schad Ward (Providence, 1945. október 25. –) Oscar-díjas, valamint BAFTA- és Golden Globe-díjra jelölt amerikai forgatókönyvíró és filmrendező.
A nagy balhé (1973) és A szerelem hullámhosszán (1993) című filmek forgatókönyveivel jelölték Oscar-díjra, előbbivel meg is nyerte azt. 
Filmrendezései közé tartozik A kék öböl (1982), A nagy csapat (1989), a Ne folytassa, felség! (1991), A nagy csapat 2. (1994) és a Tűz a víz alá! (1996). 

## Filmográfia

### Nagyjátékfilm
| Év   | Magyar cím               | Eredeti cím               | Feladatkör | Feladatkör        | Feladatkör |
| Év   | Magyar cím               | Eredeti cím               | Rendező    | Író               | Producer   |
| ---- | ------------------------ | ------------------------- | ---------- | ----------------- | ---------- |
| 1973 | Testvérháború            | Steelyard Blues           | Nem        | Igen              | Nem        |
| 1973 | A nagy balhé             | The Sting                 | Nem        | Igen              | Nem        |
| 1982 | A kék öböl               | Cannery Row               | Igen       | Igen              | Nem        |
| 1983 | A nagy balhé 2.          | The Sting II              | Nem        | Igen              | Nem        |
| 1986 |                          | Saving Grace              | Nem        | Igen              | Nem        |
| 1988 | A milagrói babháború     | The Milagro Beanfield War | Nem        | Igen              | Nem        |
| 1989 | A nagy csapat            | Major League              | Igen       | Igen              | Nem        |
| 1991 | Ne folytassa, felség!    | King Ralph                | Igen       | Igen              | Nem        |
| 1993 | A szerelem hullámhosszán | Sleepless in Seattle      | Nem        | Igen              | Nem        |
| 1993 | Út a csúcsra             | The Program               | Igen       | Igen              | Nem        |
| 1994 | A nagy csapat 2.         | Major League II           | Igen       | Nem               | Igen       |
| 1996 | Tűz a víz alá!           | Down Periscope            | Igen       | Nem               | Nem        |
| 1998 | Zorro álarca             | The Mask of Zorro         | Nem        | Nincs feltüntetve | Nem        |
| 2006 | Flyboys – Égi lovagok    | Flyboys                   | Nem        | Igen              | Nem        |
| 2012 |                          | Bloodwork                 | Nem        | Nem               | Igen       |
| 2019 |                          | Music, War and Love       | Nem        | Igen              | Nem        |

### Rövidfilm
| Év   | Eredeti cím     | Feladatkör | Feladatkör            |
| Év   | Eredeti cím     | Író        | Tanácsadó / konzulens |
| ---- | --------------- | ---------- | --------------------- |
| 2006 | Coke Accord     | Nem        | Igen                  |
| 2007 | Lucifer         | Igen       | Nem                   |
| 2008 | Latter-Day Fake | Nem        | Igen                  |
| 2009 | Fiasco          | Nem        | Igen                  |

## Fordítás
- Ez a szócikk részben vagy egészben  a   David S. Ward című angol Wikipédia-szócikk fordításán alapul.  Az eredeti cikk szerkesztőit annak laptörténete sorolja fel. Ez a jelzés csupán a megfogalmazás eredetét és a szerzői jogokat jelzi, nem szolgál a cikkben szereplő információk forrásmegjelöléseként.